# Ryta Toerava
Marharita Nikolajevna (Ryta) Toerava (Wit-Russisch: Маргарыта (Рыта) Турава; Russisch: Маргарита (Рита) Турова, Margarita (Rita) Toerova) (Vitebsk, 28 december 1980) is een Wit-Russisch snelwandelaarster. Ze nam tweemaal deel aan de Olympische Spelen, maar won hierbij geen medailles.
In 2004 werd Toerava vierde op de Olympische Spelen van Athene en won zij een zilveren medaille op het WK 2005 in Helsinki op de 20 km snelwandelen.
Haar zus Alesja Toerava, is ook een succesvol atlete, kampioene van Wit-Rusland op de 1500 m en bronzenmedaillewinnares op het EK indoor 2002.
Toerava behoorde met haar beste jaarprestatie 2007 van 1:27.10 tot de favorieten voor de wereldkampioenschappen atletiek 2007 in Osaka, waar ze echter niet startte.

## Titels
- Wit-Russisch kampioene 20 km snelwandelen - 2000
- Europees kampioene 20 km snelwandelen - 2006

## Persoonlijk records
| Onderdeel             | Tijd     | Datum             | Plaats   |
| --------------------- | -------- | ----------------- | -------- |
| 5000 m snelwandelen   | 21.32,14 | 12 juni 1998      | Mannheim |
| 10.000 m snelwandelen | 46.01,2  | 12 juni 1998      | Minsk    |
| 10 km snelwandelen    | 42.57    | 17 september 2005 | Krakau   |
| 20 km snelwandelen    | 1:26.11  | 15 april 2006     | Njasvizj |

## Palmares

### 5000 m snelwandelen
- 1998: 6e WJK - 22.06,02
- 1999:  EJK - 21.48,11

### 20 km snelwandelen
- 2001:  EK junioren <23 jr. 1:30.15
- 2004: 4e OS - 1:29.39
- 2004: DNF Wereldbeker
- 2005:  WK - 1:27.05
- 2006:  Wereldbeker - 1:26.27
- 2006:  EK - 1:27.08
- 2008: DNF Wereldbeker
- 2008: 10e OS - 1:28.26